# Fiorella Mannoia
Fiorella Mannoia (Roma, 4 de abril de 1954) es una cantante italiana.

## Carrera
Inició su carrera en los años 1970, si bien su debut oficial lo hizo en el festival de Sanremo de 1981 con Caffè nero bollente. El mismo año canta Pescatore junto con Pierangelo Bertoli.
En 1984 participa de nuevo en Sanremo con Come si cambia. En 1985 tiene un cierto éxito con L'aiuola y en 1988 con Il tempo non torna piu.
Gana dos años seguidos el premio de la crítica en el Festival de Sanremo, en 1987 con Quello che le donne non dicono, escrita por Enrico Ruggeri y en 1988 con Le notti di maggio, escrita por Ivano Fossati.
En 1992 publica un álbum fundamental, I treni a vapore, que además de la canción homónima de Ivano Fossati contiene Il cielo d'Irlanda de Massimo Bubola y Tutti cercano qualcosa de Francesco De Gregori.
En 1994 aparece Gente comune, en 1997 Belle speranze y en 1999 Certe piccole voci, primer disco en directo de su carrera, que contiene una versión inédita de Sally de Vasco Rossi. Entre tanto, Samuele Bersani escribe para ella Crazy Boy. En 2001 se publica Fragile, en 2002 In tour, en 2004 Concerti, en 2006 Onda tropicale, en 2007 Canzoni nel tempo. En los últimos años realiza frecuentes giras, primero junto a Enzo Jannacci, Pino Daniele, Francesco de Gregori y Ron, y posteriormente sola. En 2008 publica el disco Il movimento del dare. En 2009 dueto con Noemi en el sencillo L'amore si odia. En 2009 publica el disco Ho imparato a sognare.

## Galería fotográfica

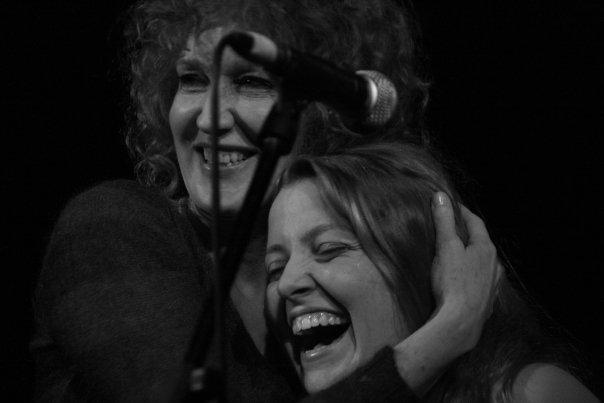
Noemi con Fiorella Mannoia.
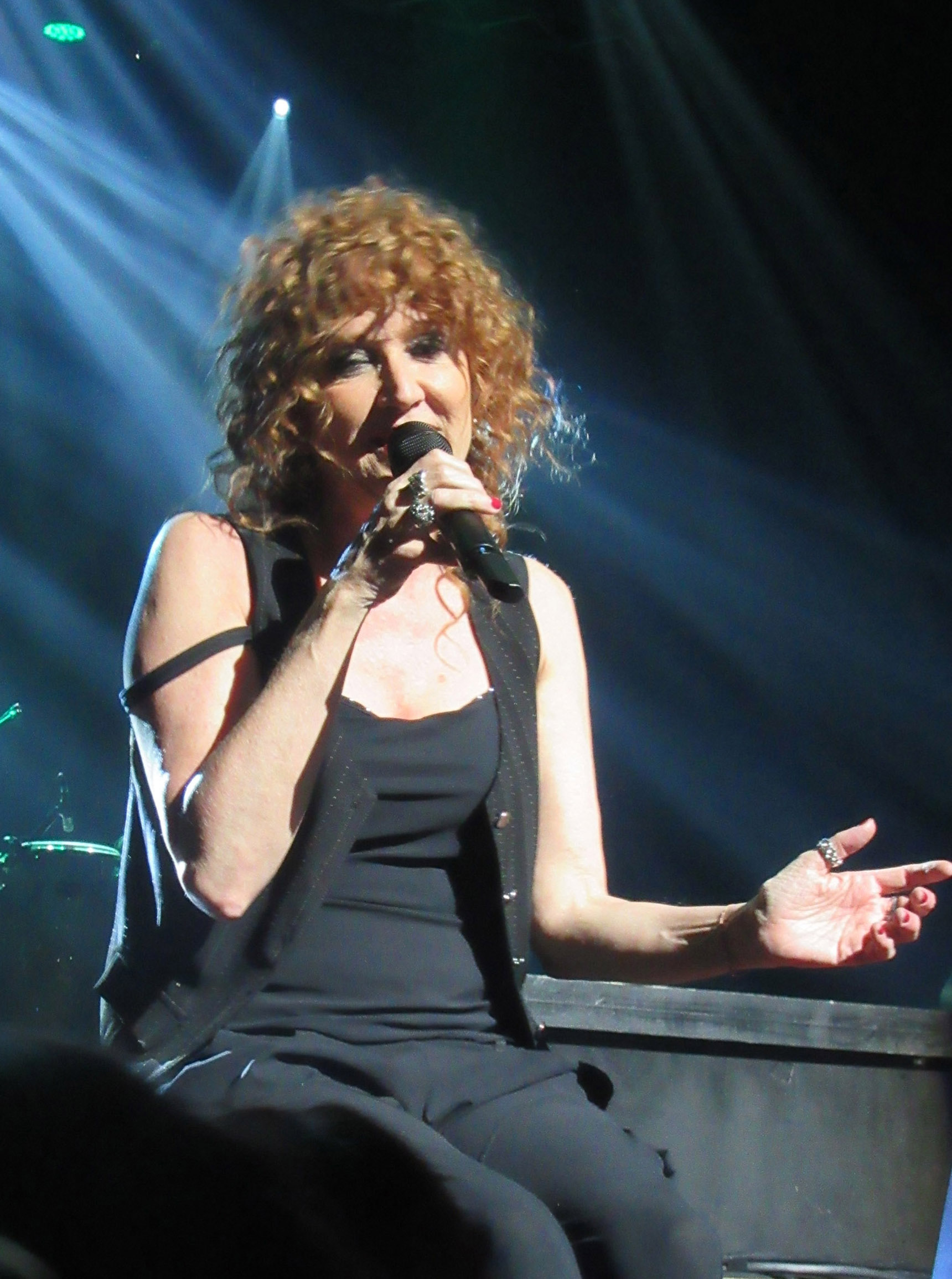
Fiorella Mannoia al Teatro Ponchielli, a Cremona, 11 de diciembre 2017.

## Discografía
- Mannoia Foresi & co. (1972)
- Fiorella Mannoia (1983)
- Premiatissima (1985)
- Momento delicato (1985)
- Fiorella Mannoia (1986)
- Canzoni per parlare (1988)
- Di terra e di vento (1989)
- I treni a vapore (1992)
- Le canzoni (1993)
- Gente comune (1994)
- Belle speranze (1998)
- Fragile (2001)
- Onda tropicale (2006)
- Il movimento del dare (2008)
- Ho imparato a sognare (2009)
- Sud (2012)
- A te (2013)
- Combattente (2016)